# LONT
LONT – zespół muzyczny założony w 2001 r. w Malborku. Grają cięższą odmianę rocka wzbogaconą o elementy muzyki elektronicznej.

## Skład
- Łukasz Godlewski – śpiew, sampler
- Błażej Kucman – gitara elektryczna, programowanie, śpiew
- Jarosław Chojnacki – gitara basowa
- Roman Chojnacki – perkusja

## Dyskografia
- support (2009)

## Nagrody i wyróżnienia
- zwycięstwo na eliminacjach oraz finale Festiwalu Artystycznego Młodzieży Akademickiej FAMA 2008
- zwycięstwo na eliminacjach oraz finale festiwalu Brok'n'Roll 2008
- II nagroda na festiwalu muzyki akustycznej Akustyczeń 2009 w Szczecinie